# حمید چوگان
عبدالحمید چوگان (زاده ۸ مرداد ۱۳۶۰ در گنبد کاووس) بازیکن والیبال اهل ایران است.  سابقه حضور در تیم های نئوپان گنبد، راه آهن خراسان، آیدانه چالدران، پادیسان گنبد، ابومسلم خراسان، گل گهر سیرجان و میزان خراسان را در کارنامه خود دارد و در حال حاضر عضو شهرداری گنبد است.